# أب خارك
أب خارك هي قرية في مقاطعة أصفهان، إيران. يقدر عدد سكانها بـ 241 نسمة بحسب إحصاء 2016.